# Рокосів
Роко́сів — лінійна вантажно-пасажирська залізнична станція Ужгородської дирекції Львівської залізниці, розташована за 3 км на південний схід від села Рокосово Хустського району Закарпатської області.
Розташована на лінії Батьово — Солотвино І, між станціями Королево (9 км) та Хуст (7 км).

## Історія
Станцію було відкрито 1872 року у складі залізниці Батьово — Мармарош-Сигіт (тепер Румунія).
На станції здійснюють зупинку лише приміські потяги.